# Falsomesosella horishana
Falsomesosella horishana là một loài bọ cánh cứng trong họ Cerambycidae.